# Forêt nationale de Croatan
La forêt nationale de Croatan est une forêt nationale classée le 29 juillet 1936 et située sur la côte de l'Océan Atlantique, dans l'État de Caroline du Nord.
Cette forêt nationale est administrée par le Service des forêts des États-Unis, qui fait partie du département de l'Agriculture. La forêt est gérée avec les trois autres forêts nationales de Caroline du Nord (Nantahala, Pisgah, et Uwharrie) par un bureau central commun situé à Asheville. 
Le parc a cependant un bureau de gardes forestiers à New Bern.

## Géographie
La forêt couvre 647 km2 (159 886 acres) de terres côtières. Elle est bordée sur ses trois côtés par la Neuse, la baie de Bogue (en) et la White Oak (en). La forêt de Croatan est caractérisée par des forêts de pins, des estuaires salés, des bogs, et des pocosins. Elle peut être utilisée pour les promenades, le camping, la chasse, les randonnées en cycles et les véhicules tout-terrain. Les rivières environnantes, les lacs intérieurs et les criques permettent la baignade, la pêche, le canoë-kayak ainsi que les promenades en bateau. La forêt est située près des villes de New Bern et de Morehead City.

## Faune et flore
La forêt nationale de Croatan offre une variété d'habitats pour la préservation de la vie sauvage. Il y a beaucoup de pins des marais qui sont vitaux pour le pic à face blanche, ainsi que des cyprès dans une zone où les marais sont très nombreux. Beaucoup de vieilles forêts de hêtre d'Amérique ou de chêne y sont aussi présentes.

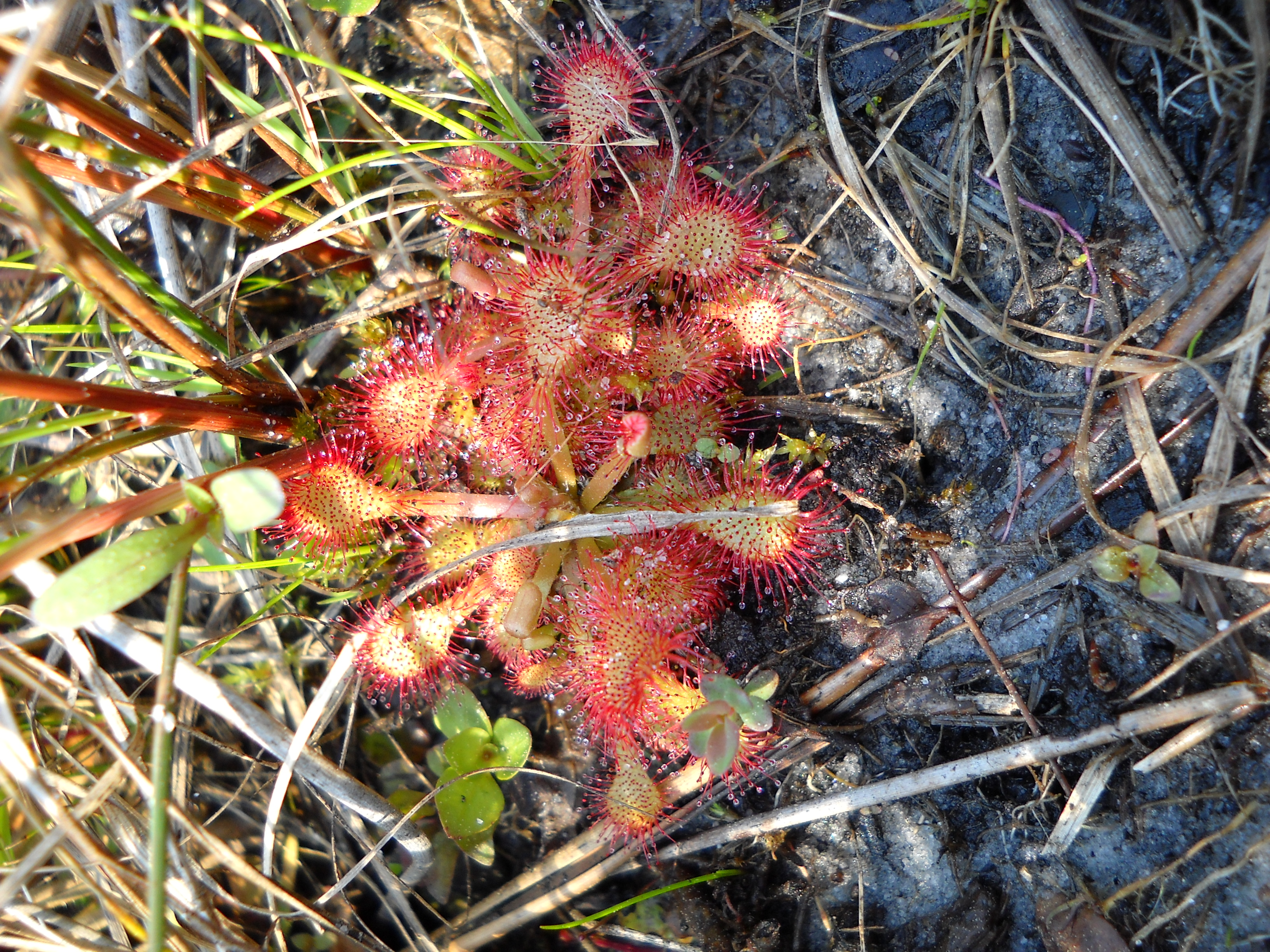
Une droséra, Forêt nationale de Croatan.

On peut trouver dans la forêt nationale de Croatan une grande variété d'animaux marins et terrestres comme l'ours noir, des reptiles et des amphibiens, de même que des alligators ou des pygargues à tête blanche. 
On peut aussi y trouver des plantes carnivores comme la droséra, la dionée attrape-mouche, et les nepenthes. Il existe quelques zones sablonneuses dans la forêt qui fournit un habitat primitif pour le crotale diamantin.